# Belgonucléaire
La Belgonucléaire S.A. était une société belge de recherche nucléaire. Une de ses activités était la direction d'une usine de traitement de combustible nucléaire usé à Dessel, notamment de combustible MOX.